# D31HW
D31HW（でー さんいち えいちだぶりゅー）は、イー・モバイル社による初めての下り21.6Mbps無線通信サービス向けへ供給されるUSB接続型データ通信端末である。開発元は華為技術（ファーウェイ・テクノロジーズ）で、輸入元が華為技術日本。

## 概要
ファーウェイ製 E182e をベースにした機種である。本体にドライバやインストーラを記録したフラッシュメモリを内蔵し、本体をUSBコネクタ、または延長ケーブルでパソコンに接続すると自動的にインストーラが起動し、製品添付のインストールCDを使ったインストールが不要となるゼロインストール機能を有し、Windows系OSだけではなくMac OS Xでの利用にも対応する（ただしゼロインストールに対応しているのはWindowsのみ）。
USB コネクタは、コネクタキャップ不要のスライド式で本体へ収納される構造になっている。側面のスライドスイッチ部に外部アンテナ
用の CRC9 コネクタを搭載している。

## 主な仕様
- 寸法: 横幅28.0mm 長さ76.5mm 厚さ12.4mm
- 重量: 約25g
- 対応通信方式: W-CDMA 1.7GHz HSPA+、下り最大21.6Mbps、上り最大5.8Mbps HSUPA
- 対応接続方式: USB 1.1 / 2.0 準拠 (USB 2.0 Highspeed 非対応) 、スライド式本体収納
- 対応 Mac OS: X 10.4.5 - 10.5 - 10.6(32/64bit) - 10.7(32/64bit)
- 対応 Windows: XP Professional/Home Edition SP2 以降 - Vista(32/64bit) - 7

## 不具合
Mac OS 搭載機において回線速度の低下の不具合が発生、ソフトウェアの更新により改善している。